# Cmentarz żydowski w Strzelnie
Cmentarz żydowski w Strzelnie – kirkut znajduje się przy szosie prowadzącej do Konina. Powstał w XIX wieku. W czasie II wojny światowej został zniszczony. Nie zachowały się na jego terenie żadne macewy. Obecnie trwają prace nad wpisaniem kirkutu do rejestru zabytków województwa kujawsko-pomorskiego.